# Зачарованный Мерлин
«Зачарованный Мерлин» (англ. The Beguiling of Merlin) — картина английского художника Эдварда Бёрн-Джонса, созданная в 1872—1877 годах по заказу английского судовладельца, коллекционера и мецената Фредерика Ричардса Лейлэнда. В 1918 году картина была куплена лордом Леверхалмом и по сей день находится в Художественной галерее леди Левер.
Картина изображена на обложках книг «Обладать» (1990) Антонии Сьюзен Байетт и биографии Бёрн-Джонса «Последний прерафаэлит» (2011), написанной Фионой Маккарти.

## Сюжет
Бёрн-Джонс обращается к циклу легенд о короле Артуре: Владычица Озера Нимуэй соблазнила Мерлина и обманом заставила выдать секреты его волшебства. Она выучилась магии, после чего использовала свои магические способности, чтобы заманить Мерлина в ловушку и избавиться от него.

## История создания
Картина была заказана Бёрн-Джонсу Фредериком Ричардсом Лейландом, ливерпульским судовладельцем и коллекционером произведений искусства, в 1860 году, но тот начал по-настоящему работать над ней только в 1873, и к 1874 тело Нимуэй было закончено. Лицо он рисовал с Марии Замбако, которая была поклонницей, моделью и, предположительно, возлюбленной Бёрн-Джонса с 1866 по 1872 год. Бёрн-Джонс совершенно сошёл с ума от страсти, чем и объясняется глубина и яркость данной картины, в которую художник вложил свои личные переживания.
Существует также мнение, что в качестве Нимуэй позировала Джейн Моррис.
Оскар Уайльд называл эту картину «полной магии».